# Центробежный бензонасос
Центробежный бензонасос или бензиновый центробежный насос (БЦН-1, БЦН-2) — насос центробежного типа, используемый в топливной системе танков и другой технике (например: Т-64, Т-72, БМП-1,2). Предназначен для обеспечения работы многотопливного дизельного двигателя на лёгком топливе (бензине). 
При работе дизельного двигателя топливо по трубопроводам поступает из топливных баков в топливный насос высокого давления (ТНВД) за счёт разрежения на входе ТНВД. Если при работе на дизельном топливе это не представляет проблему, то при работе на легкоиспаряемом бензине за счёт разрежения образуются пузырьки пара, оказывающие негативное влияние на нормальную работу ТНВД и двигателя. Для предотвращения образования паров бензина на входе ТНВД введён насос БЦН-1 или БЦН-2, который создаёт подпор бензина на входе в ТНВД, исключая тем самым парообразование. Подкачку топлива насосом БЦН начинают за минуту до запуска двигателя, а если дизельный двигатель работает на бензине то БЦН включён все время работы двигателя.